# Бойков, Вячеслав Григорьевич
Вячеслав Григорьевич Бойков (19 апреля 1947, Новозыбков, РСФСР, СССР — 4 февраля 2012, Донецк, Украина) — украинский музыкант, пианист, педагог, Заслуженный деятель искусств Украины (2007).

## Биография
Победитель двух Всеукраинских конкурсов (1964 и 1968 годов). Окончил с отличием Киевскую государственную консерваторию им. П. И. Чайковского (учился у профессора В. В. Топилина и И. С. Царевич), ассистентуру-стажировку (1970—1974) — под руководством Народной артистки России профессора Т. П. Кравченко.
Стажировался в Московской консерватории им. П. И. Чайковского у Народного артиста России профессора Дмитрия Башкирова в 1981 году и Народного артиста СССР профессора Евгения Малинина в 1989 году.
С 1991 года — заведующий кафедрой специального фортепиано, профессор Донецкой государственной музыкальной академии им. С. С. Прокофьева.

## Ученики Бойкова
С 1974 года В. Г. Бойков подготовил более 100 музыкантов, среди которых известные на Украине пианисты и педагоги. Его ученики завоевали награды на Всероссийских и международных конкурсах (всего — 123), 42 награды на конкурсах исполнителей, в том числе 8 Первых премий и Гран-при на международных конкурсах. Выпускники класса В. Г. Бойкова успешно выступали на конкурсах в Бельгии, Беларуси, Германии, Греции, Ирландии, Италии, США, Украине, Франции. Среди наград, завоёванных учениками профессора Бойкова, есть победы на конкурсах под эгидой Международной Федерации EMCI — «Ибла-Рагуза Гран-При» (Италия 1994 и 1995 — О. Скидан), Гран-При конкурса Caroline Elizabeth Reilly Memorial Cup (Ирландия, Дублин 1995 года, В. Скидан), 1 премия V конкурса Памяти Владимира Горовица (Киев, 2003, Д. Писаренко).
Выпускница класса профессора В. Г. Бойкова Татьяна Урсова завоевала престижную международную стипендию Фонда Маруси Яворской (Канада). Т. Урсова успешно окончила аспирантуру Лондонской Королевской музыкальной академии, защитила докторскую диссертацию в Лондонском Королевском университете. Преподаёт в Лондонской Королевской музыкальной академии.

## Творчество
Под редакцией В. Г. Бойкова изданы сборники фортепианных произведений И. Брамса, Р. Вагнера, К. Вебера, А. Лядова и А. Хачатуряна.
Кроме Украины, он выступал в Словакии, Германии, России, Норвегии, имеет записи на украинском радио и телевидении.
В. Г. Бойков — член Национального Всеукраинского музыкального союза — председатель ассоциации пианистов-педагогов Донбасса.
С 1991 года — художественный руководитель и директор «Конкурса молодых пианистов на родине Сергея Прокофьева», созданного ассоциацией пианистов-педагогов Донбасса при поддержке Украинского фонда культуры. С 1999 года этот конкурс получил статус международного и проводится каждый нечётный год.
Совместно с Русской общиной Украины был организатором концертов «Звучит великая русская музыка», в которых принимают участие известную музыканты Донецка — солисты Донецкого академического театра оперы и балета, а также молодые музыканты-лауреаты международных конкурсов.

## Награды и звания
- Орден Дружбы (17 марта 2008 года, Россия) — за большой вклад в укрепление и развитие российско-украинских культурных связей и пропаганду русской культуры в Украине[2][3].
- Заслуженный деятель искусств Украины (11 апреля 2007 года) — за многолетнюю плодотворную деятельность на ниве развития и сохранения культурно-художественных достояний украинского народа, высокий профессионализм[4].